# 近藤荒樹
近藤 荒樹 （こんどう あらき、明治22年（1889年）3月6日 - 昭和61年（1986年）6月11日）は日本の実業家、相場師。元近藤商事会長。「丸ビル将軍」、「金融王」などと呼ばれた。

## 経歴
広島県賀茂郡西志和村（現在の東広島市）に近藤喜太郎の三男として生まれた。
1906年に上京し陸軍大将の福島安正の書生となり、旧制成城中学校を経て、1913年東京高等商業学校（のちの一橋大学）を卒業し、三菱合資会社に入社し、鉱山部に勤務。
三菱の串田万蔵の知遇を得る。
1922年に三菱合資会社を退社し、退職金6000円を元手に近藤荒樹営業所を開設。金融業、不動産業、株式投資を行うようになる。
株式相場で杉野喜精に師事。
関東大震災後に国立の土地を、坪3、4円で35万坪買い、世界恐慌直前に坪40円前後で売り大きな利益を得、その金で鐘紡の個人筆頭株主となる。
相場で大敗したのち、1946年近藤商事を設立し、再び不動産投資及び株投資を行うようになる。1957年には長者番付6位となった。如水会常務理事等も務めた。墓所は多磨霊園(5-1-19)

## 人物像
近藤は、いわゆる「庶民金融」の草分けで、池田勇人（元首相）が岸内閣の蔵相として活躍していた昭和32年（1957年）頃は、高額所得番付で全国六位にランクされるほどの資産家だった。池田の長女直子と荒一郎の結婚は昭和33年（1958年）1月。当然ながら世間から、“池田は資金源を身内に入れた”と見られた。
趣味はテニスで、一橋庭球倶楽部初代会長、日本庭球協会顧問、日本テニスクラブ理事長を務めた。一橋庭球倶楽部が戦災で活動が停滞していた中、'56一橋庭球倶楽部初代会長となり、テニス部のクラブハウスをポケットマネーで建立し、テニスコート（クレイコート）4面も寄付している。

## 家族

### 近藤家
（広島県東広島市、東京都）
- 前妻・伊久子
- 後妻・績子（旧伯爵、元明治神宮宮司甘露寺受長の長女）
- 長女・初子 - 前妻との間の子
- 長男・荒一郎（実業家） - 前妻との間の子
同妻・直子（大蔵官僚・政治家池田勇人の長女）